# ديفيد كالدويل (تنس)
ديفيد كالدويل (بالإنجليزية: David Caldwell)‏ مواليد 13 يونيو 1974 في فرجينيا، الولايات المتحدة، هو لاعب كرة مضرب أمريكي سابق بدأ مسيرته كمحترف سنة 1996 وكان يلعب باليد اليمنى. أعلى تصنيف له في الفردي كان المركز الـ 170 في سنة 1998. أعلى تصنيف له في الزوجي كان المركز الـ 346 في سنة 1996.

## روابط خارجية
- ديفيد كالدويل على موقع رابطة محترفي التنس (الإنجليزية)
- ديفيد كالدويل على موقع الاتحاد الدولي لكرة المضرب (الإنجليزية)
- ديفيد كالدويل على موقع خلاصة التنس.كوم (الإنجليزية)